# Балістер

Балістер-шнеппер. Музей Ліврусткамарен, Швеція

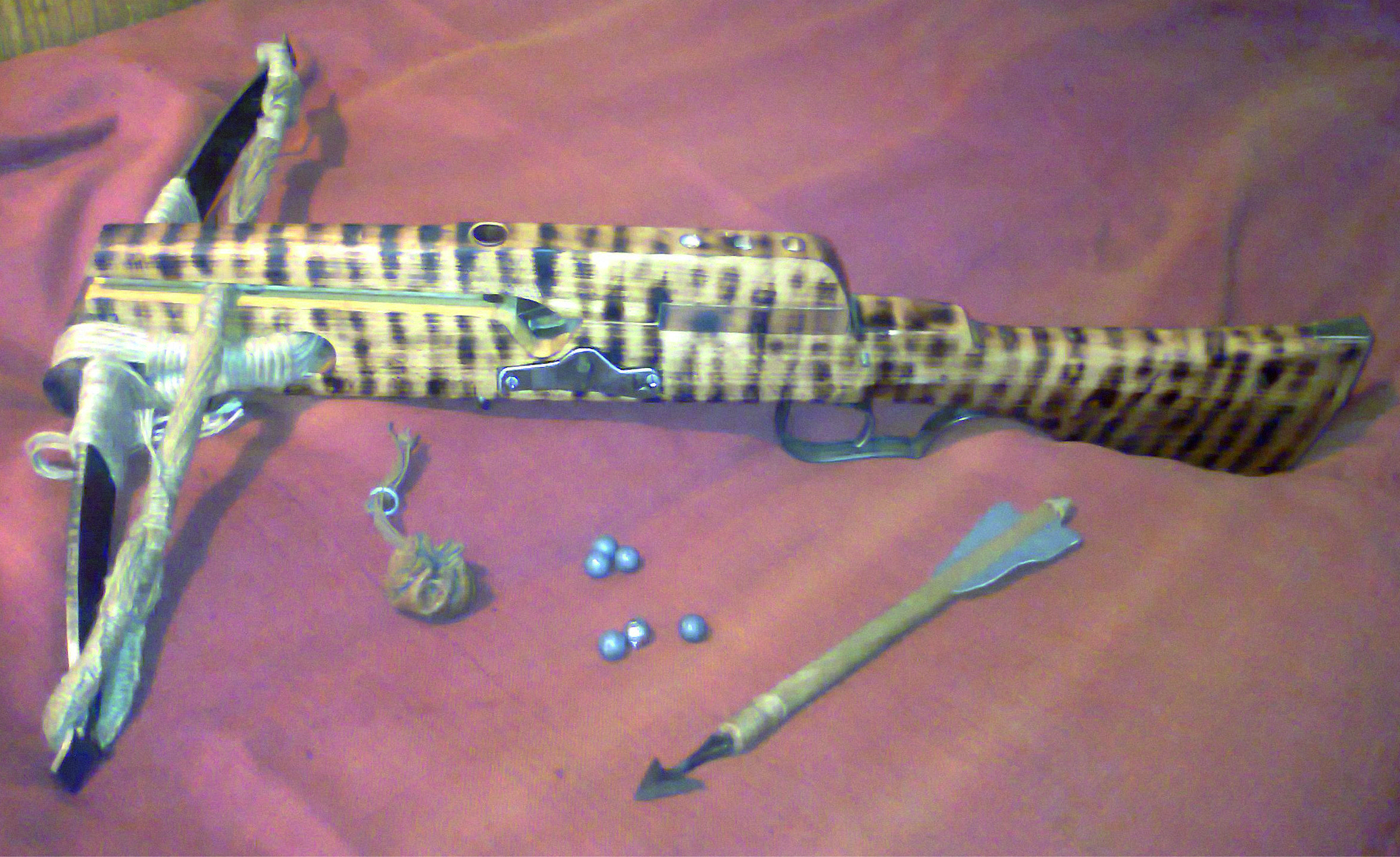
Сучасна репліка, в якій передбачається стрільба як кулями, так в болтами.

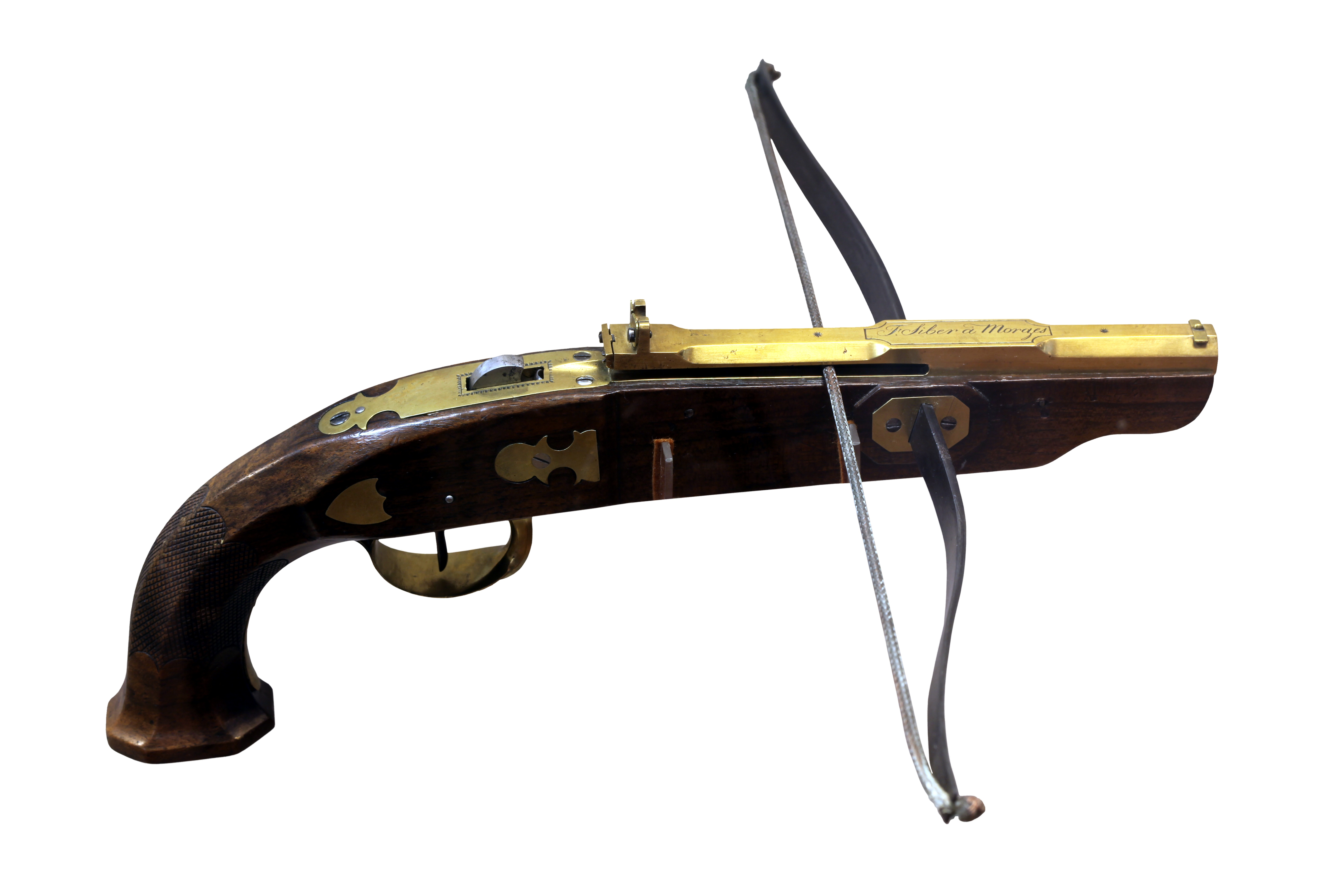
Французький пістоль-балістер початку XIX ст., споряджений стволом

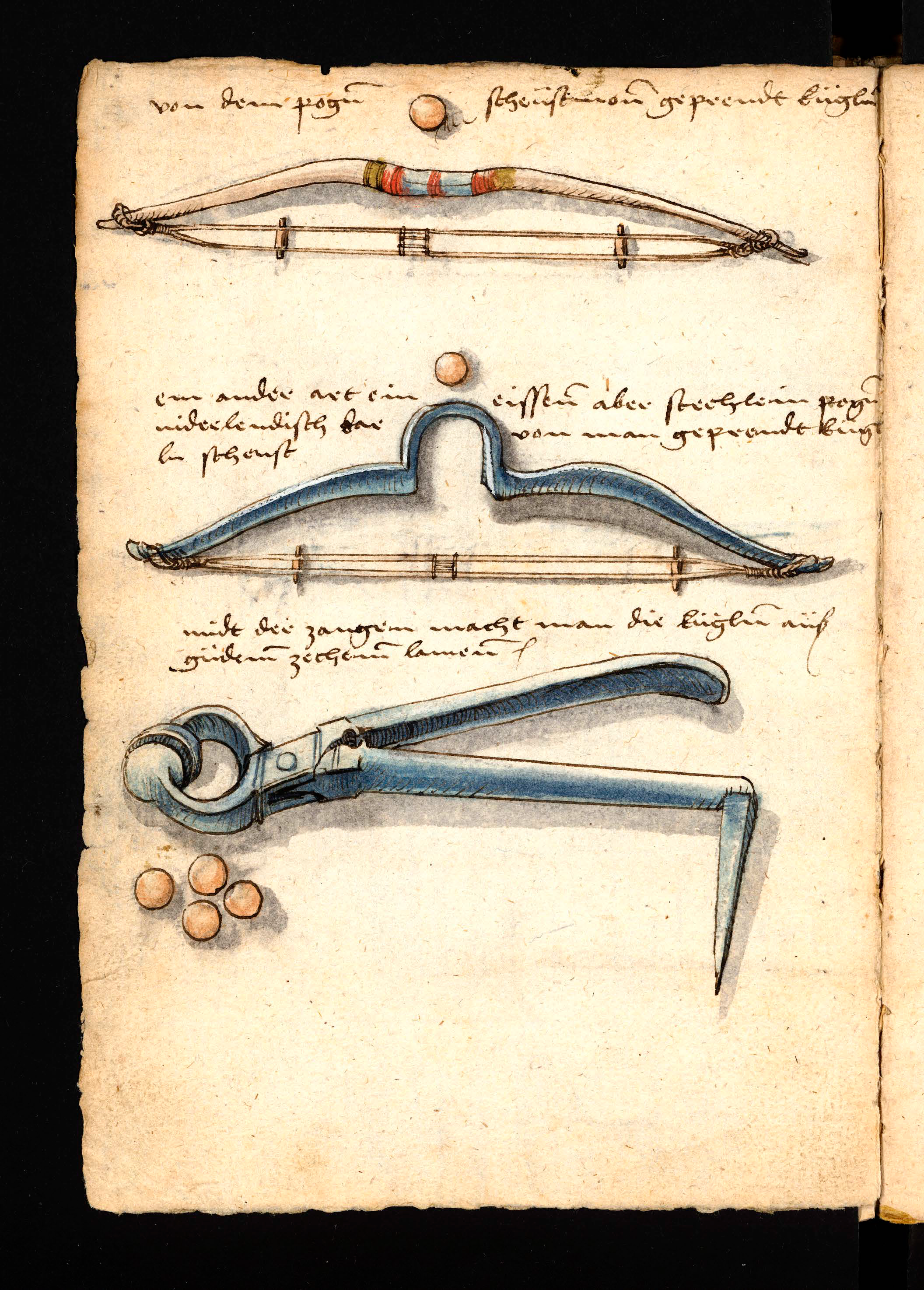
Два луки з луків з Кодексу Леффельхольца, Нюрнберг 1505 р.

Балістер, балестер, балестра (нім. Balester від італ. balestra — «арбалет», що сходить до ballista), шнеппер — різновид арбалета, що стріляв свинцевими кулями або каменями замість болтів. Термін «шнеппер» (нім. Schnäpper, Schnepper) зазвичай вживається щодо балістера невеликого розміру з подвійною тятивою, спорядженою п'ятою для куль (як у пращі)
Вважається, що балістери з'явилися в XVI столітті. Вони являли собою простий арбалет з подвійною тятивою, що стріляв маленькими кульками. Найраніші форми боєприпасів включають глиняні намистини, які формували і випалювали в круглих формах, і кулі з твердого матеріалу. Основним призначенням було полювання птахів, оскільки традиційна мисливська зброя погано справлялася із задачею стрільби по дичині в польоті.
Однією з найхарактерніших деталей балістера був потужний вигнутий догори лук. Завдяки цьому з'являлася можливість розташовувати тятиву і п'яту для снаряда далеко від інших частин. Інша особливість — відсутність жолоба для стріли на цівці.
Конструкція балістера залишалася без істотних змін до кінця XVIII століття. Англійці дещо змінили її, збільшивши силу натягу лука і розмір боєприпаса (впровадивши свинцеві кулі вагою до половини унції, точність і вражальна сила яких була більшою порівняно з каменями і глиняними снарядами).
Балістер має багато спільного з пращею (наприклад, п'яту-кишеньку для снаряда); але випробування показали, що снаряд з балістера летить набагато точніше.
Були спроби використовувати балістер як бойову зброю, незважаючи на деякі його специфічні недоліки. Бувши непоганою мисливською зброєю (при полюванні дрібних звірків і птахів), він не мав достатньої потужності для бойового застосування. Швидкість польоту кулі (чи каменя) була замалою, щоб вони могли пробити шкіру людини, і взагалі завдати їй помітної шкоди. Звичайно, теоретично снаряд міг проломати череп, але необхідність обов'язкового влучення в голову робила балістер малопридатним для військового використовування і не дозволяла йому конкурувати зі звичайним арбалетом.
У джерелах часів СРСР балістер з трубкою-стволом описувався під назвою «аркебуз» (від фр. arc — «лук» і buse — «трубка»); до найменування цього виду арбалета зводилася і назва ранньої рушниці-аркебузи, хоча інші джерела (у тому числі дореволюційний Словник Брокгауза і Єфрона) виводять слово «аркебуза» від нім. Hakenbüchse, Handbüchse, нід. haakbus («гаківниця»).